# Ordre Polonia Restituta
L'ordre Polonia Restituta (en polonais : Order Odrodzenia Polski, signifiant en français « ordre de la Renaissance de la Pologne ») est la seconde plus haute décoration civile polonaise, après l'ordre de l'Aigle blanc.
Cette décoration peut être conférée pour des réalisations remarquables dans les domaines de l'éducation, des sciences, du sport, de la culture, des arts, de l'économie, de la défense du pays, d'œuvres sociales, civiles ou pour l'entretien de bonnes relations entre les pays. Elle fut créée le 4 février 1921 et peut être attribuée aussi bien à des civils qu'à des militaires polonais, ainsi qu'à des étrangers.
Il est communément admis que l'ordre Polonia Restituta succède à l'ordre des Chevaliers de Saint-Stanislas, Évêque et Martyr (ou plus simplement, ordre de Saint-Stanislas), établi par le dernier roi de la république élective de Pologne-Lituanie Stanislas Auguste Poniatowski le 7 mai 1765 pour honorer les fidèles sujets de la Couronne polonaise et du grand-duché de Lituanie.
Le nombre de titulaires était fixé alors à un total de cent et les chevaliers admis devaient s'acquitter d'un paiement qui profitait en partie aux plus démunis.

## Classes
Cette décoration possède cinq classes :
| 1. Grand-croix (Krzyż Wielki)                                    | Ribbon |
| 2. Croix de commandeur avec étoile (Krzyż Komandorski z Gwiazdą) | Ribbon |
| 3. Croix de commandeur (Krzyż Komandorski)                       | Ribbon |
| 4. Croix d'officier (Krzyż Oficerski)                            | Ribbon |
| 5. Croix de chevalier (Krzyż Kawalerski)                         | Ribbon |

## Quelques récipiendaires
- Isabelle Abramowicz
- Zofia Daszyńska-Golińska
- Władysław Anders
- Alexis Bartet
- Zygmunt Bohusz-Szyszko
- Tadeusz Bor-Komorowski
- Krystyna Dańko
- Ferdinand Foch
- Ernest Fourneau
- Alfreda Markowska
- Charles de Gaulle[1]
- Eugénie Hamer
- Wilm Hosenfeld
- Bente Kahan
- Franciszek Kleeberg
- Stanisław Kopański
- Tadeusz Kutrzeba
- Stanisław Maczek
- Henri de Montfort
- Clément Moret
- Jan Nowak
- Józef Piłsudski
- Bronisław Prugar-Ketling
- Juliusz Rómmel
- Stefan Rowecki
- Edward Rydz-Śmigły
- Władysław Sikorski
- Stanisław Sosabowski
- Kazimierz Sosnkowski
- Zygmunt Szczotkowski
- Wiktor Thommée
- Jean Touzet du Vigier
- Stanisław Wisłocki
- Robert Lewandowski
- Nina Novak
- Piotr Szulkin

### Sources et bibliographie
- Acte notarié du 8 juillet 1957, maître Robert Dauchez, notaire à Paris, 37, quai de la Tournelle.